# Sällskapet (musikgrupp)
Sällskapet är ett experimentellt industri- och ambientband från Sverige. De bildades 2003 av Joakim Thåström, Niklas Hellberg och Pelle Ossler. Thåström och Hellberg hade vid det laget spelat ihop i olika sammanhang i över tio år, bland annat i bandet Peace, Love & Pitbulls under stora delar av 90-talet. Sedan ett par år tillbaka hade de även samarbetat på olika inspelningar med Pelle Ossler. Både Hellberg och Ossler tillhör sedan 2005 även Thåströms komp- och liveband.
Kort efter bildandet av bandet påbörjades inspelningar i Hellbergs Dust Studios i Karlstad, till vad som skulle komma att bli Sällskapets första album. Bandet jobbade sedan parallellt med Sällskapet och Thåströms femte soloalbum Skebokvarnsv. 209, som gavs ut i november 2005. 
I februari 2007 offentliggjordes Sällskapet och debutsingeln Nordlicht gavs ut. 28 mars släpptes sedan det självbetitlade debutalbumet, via Universal och Dust Music. Skivan fick överlag starka recensioner och låg en tid etta på albumlistan. Med skivan följde även en DVD med videor till några av albumspåren samt till “Nattportiern” och en alternativ version av albumspåret “Järnstaden”, som båda var exklusiva för DVD:n. På albumet medverkar även Nino Ramsby och Christian Gabel.
2010 påbörjades inspelningar till Sällskapets andra album, Nowy Port. Skivan, som Niklas Hellberg i en intervju 2013 benämnde som “en blandning av tillstånd och melodier”, spelades in i Helsingborg, Gdansk och Stockholm. Den producerades av Sällskapet och mixades av Stefan Glaumann, och gavs ut i april 2013 på Razzia Records. På skivan gästar Bruno K Öijer och Anna von Hausswolff. Precis som sin föregångare fick även Nowy Port starka recensioner.
I mars 2018 gav Sällskapet ut sitt tredje album, som fick namnet Disparition. Inspelningarna påbörjades hösten 2015, och nytt för denna gång var att Joakim Thåström inte längre fanns med som fast medlem. Merparten av skivans låtar sjöngs i stället av den tyska sångerskan Andrea Schroeder. Thåström gästar emellertid på låtarna “L’Autostrada” samt “Die Zeit vergeht”. Tanken med skivan var att ta ännu ett steg mot ett än mer europeiskt sound, som en ytterligare förlängning på tidigare plattor. I ett tidigt skede fanns tanken på att använda olika europeiska sångerskor som sjöng på olika språk, men man konstaterade att det möjligen skulle ge ett splittrat intryck, och valde i stället att fokusera på tyskan och på Andrea Schroeder. “Hennes djupa röst och inte minst språket placerade vårt material i helt rätt sammanhang.”, berättade Sällskapet i en intervju 2018. 
Skivan spelades in i Niklas Hellbergs nuvarande studio, Nutopia, i Karlstad, och delar av sången spelades in i Hansa Tonstudion i Berlin, där den också mixades av Michael Ilbert. Skivan gavs ut av BMG och producenter var återigen Sällskapet själva.

## Medlemmar
- Pelle Ossler, gitarr (2003–)
- Niklas Hellberg, synth, programmering (2003–)
- Joakim Thåström, sång (2003–2015)

## Gästartister
- Nino Ramsby (2007)
- Anna von Hausswolff (2013)
- Bruno K. Öijer (2013)
- Andrea Schroeder (2018)
- Joakim Thåström (2018)

## Diskografi

### Album
- 2007 - Sällskapet
- 2013 - Nowy Port
- 2018 - Disparition

### Singlar
- 2007 - Nordlicht
- 2013 - Såg dom komma
- 2018 - Morgenlicht